# 地上サンプル距離
リモートセンシングにおいて、上空から撮像した画像の 地上サンプル距離 (ちじょうサンプルきょり、英語: ground sample distance、略称: GSD）とは、地表面上で測定した ピクセル中心間距離のことである。例えば、1 m GSDの画像では、隣接ピクセルは地表面上で1 mだけ離れている。GSDは画像分解能のサンプリングの制約基準の1つである。
GSDは、地上投影サンプル間隔 (ちじょうとうえいサンプルかんかく、英語: ground-projected sample interval、略称: GSI) または 地上投影瞬時視野 (ちじょうとうえいしゅんじしや、英語: ground-projected instantaneous field of view、略称: GIFOV) ともいう。